# Tony Hawks American Wasteland
Tony Hawk's American Wasteland er endnu et spil i rækken skateboard-spil opkaldt efter
den professionelle (Og menes at være den bedste) skater i verden: Tony Hawk.
Spillet blev udgivet til GameCube, Playstation 2, Xbox, Xbox 360 og PC

## Gameplay
Der er to spilmodes der er: Story Mode Og Classic Mode.

### Story Mode
I Story Mode starter du med at skulle vælge mellem 6 mænd,

Når du har valgt en mand, stiger han ind i en bus, og lidt efter ud igen.
Da du kommer ud igen kommer nogle punk-drenge, overfalder dig og tager dine ting.
En punk-klædt pige ved navn Mindy hjælper dig op, hun siger du skal få en ny frisure, blive klippet osv. 

Efter det skal du så have dine ting tilbage. Du kører ned til en af drengene, der tog dine ting.

Du skal konkurrere mod ham i skating, og når du vinder, løber han væk med dine ting. Du skal nu fange ham og slå ham i hovedet med dit skateboard.
Efter dette snakker du lidt med Mindy og hun siger at hun har nogen venner du skal møde.

Historien fortsætter med at du skal opbygge din skateboard-evner.
Som du klare missionerne kan du komme flere og flere steder hen, dette foregår ved hjælp af Free-Roam

### Classic Mode
I Classic Mode kommer du til det med det samme, du skal først vælge en Mand, (dvs. Pro Skater)
og så bliver du kastet ind i den første bane, nu skal du så klare de forskellige punkter, som fx High Score.

## Create-A-Mode
De har valgt at indsætte diverse "lav din egen" modes,

### Create-A-Skater
Her kan du lave din egen mand, du kan gå dybt i detaljer med højde bredde hårfave osv.

### Create-A-Graphic
Her kan du lave Graffiti som du kan male med både i Classic Mode og Online,

### Create-A-Park
Med dette kraftfulde Mode kan du lave din drømmeskatepark,
dette er ikke specielt svært men kan være lidt stressende,
| computerspil | Spire Denne computerspilsrelaterede artikel er en spire som bør udbygges. Du er velkommen til at hjælpe Wikipedia ved at udvide den. |